# Манізес
Манізес, Манісес (валенс. Manises, ісп. Manises) — муніципалітет в Іспанії, у складі автономної спільноти Валенсія, у провінції Валенсія. Населення — 30 508 осіб (2010).

## Географія
Муніципалітет розташований на відстані близько 300 км на схід від Мадрида, 6 км на захід від Валенсії.
На території муніципалітету розташовані такі населені пункти: (дані про населення за 2010 рік)
- Манізес: 29600 осіб
- Ла-Преса: 220 осіб
- Ель-Кольядо: 65 осіб
- Ла-Малья: 485 осіб
- Ель-Монтемайор: 122 особи
- Лес-Сіметес: 16 осіб

## Демографія
Динаміка населення (INE ):

## Галерея зображень

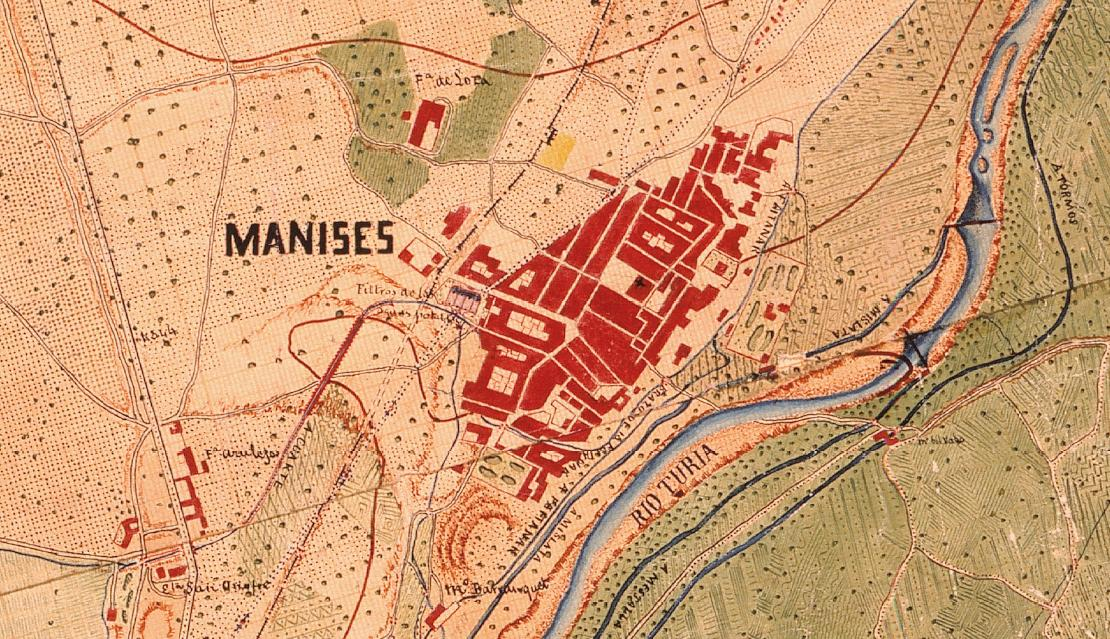
Манізес у 1833 році